# You Love the Styles
You Love the Styles è il primo album studio full-length della rock band italiana The Styles. Il disco è stato interamente prodotto dal cantante della band, Guido Style nello studio della band, lo Style Studio, e successivamente masterizzato allo Sterling Sound di New York da Ryan Smith e Guido stesso. Il disco ha ricevuto diverse critiche positive.

## Tracce
1. The Start
2. Sex Beatles
3. Glitter Hits
4. The Music Sucks
5. Compromise
6. Procrastinator
7. Real Gold
8. Mr. Bean Laden
9. Sex
10. Very Morning
11. NY Wilkommen Terrorist
12. NME is You
13. + stile (feat. J-Ax)

## Formazione
- Guido Style – voce, chitarra